# Steps Ahead
Steps Ahead (originalment conegut com a Steps) és un grup de jazz fusió. D'acord amb les notes de l'àlbum de debut del grup de 1983 (per a l'alliberament a tot el món), en els tracks 5-6-7-8, "Steps va començar com un grup a temps parcial el 1979 a la Setena Avinguda Sud, un club nocturn de la ciutat de Nova York." El grup va començar a llançar enregistraments a Ruislip l'any 1980.

## Introducció
La primera formació de passos en el període 1979-1981, segons es pot llegir en el disc en directe“Smokin' in the Pit”, constava de Michael Brecker (saxo tenor), Steve Gadd (bateria), Eddie Gómez (baix), Don Grolnick (piano), Mike Mainieri (vibràfon), i la convidada especial Kazumi Watanabe (guitarra). Aquest àlbum doble disc en directe va ser gravat el 15 i 16 de desembre de 1979“The Pit Inn Tòquio”. Un segon disc a estudi va ser fet el 17 de desembre de 1979, anomenat pas a pas. “Smokin' in the Pit” va ser llançat en 1980 i guardonat amb un disc d'or. El disc d'estudi “Step by Step” va ser tret a la llum poc després, va seguir en l'estiu de 1980 per un altre enregistrament en viu anomenat “Paradox”. Aquests tres van ser els únics discs editats pel grup sota el nom de Steps. El 1982 es van assabentar que els noms Steps estava registrat per una banda de Carolina del Nord i, per tant, van canviar el seu nom pel de Steps Ahead.
La banda dels Steps Ahead a partir d'aquell moment va fer formada per Michael Brecker (saxo tenor), Eliane Elias (piano), Peter Erskine (bateria), i Eddie Gómez (baix).

### Membres de Steps Ahead
El grup també ha inclòs membres com Dennis Chambers, Warren Bernhardt, Rachel Z, Donny McCaslin, Chuck Loeb, Victor Bailey, Tony Levin, Bob Berg, Darryl Jones, Mike Stern, Richard Bona, i molts altres.
Brecker i Mainieri són trets dels Dire Straits de l'àlbum “Brothers in Arms”. Per als oients del rock, els àlbums Steps Ahead i els temps moderns són un gran pont en una mena de jazz que és enèrgic i potent. Com a reflex de la naturalesa cooperativa, conjunt de la banda, l'àlbum “Modern Times (1984)” va incloure composicions de Mainieri, Brecker, Erskine, i Bernhardt.
Segons el lloc web de la Nova York Records, la creació d'instantiation of Steps Ahead 2007” s'inclou: Mainieri (vibrafon), Bill Evans (saxo; que no s'ha de confondre amb el pianista de jazz també anomenat Bill Evans), Bryan Baker (guitarra), Anthony Jackson (baix) i Steve Smith (bateria), un ex membre del grup de rock Journey. En algunes de les parades de la gira, Etienne Mbappe apareix com omplir el lloc de Jackson.

## Discografia

### Albums d'estudi
- Step by Step, 1980
- Steps Ahead, 1983
- Modern Times, 1984
- Magnetic, 1986
- N.Y.C., 1989
- Yin-Yang, 1992
- Vibe, 1994

### Albums en directe
- Smokin' in the Pit, 1980
- Paradox, 1982
- Live in Tokyo 1986, 1986
- Holding Together, 1999